# Robert Grandsaignes d’Hauterive
Robert Grandsaignes d’Hauterive (* 17. November 1881 in Périgueux; † 7. Januar 1962 in Paris) war ein französischer Romanist.

## Leben
Louis Georges Robert Grandsaignes d’Hauterive entstammte einer französischen Adelsfamilie aus dem Périgord. Er war Agrégé und Autor zweier von Larousse verlegter Wörterbücher. Er war Ritter der Ehrenlegion.

## Werke
- Le pessimisme de La Rochefoucauld, Paris 1914
- Le Retour d'Ulysse, Paris 1946
- Dictionnaire d'ancien français. Moyen âge et Renaissance, Paris 1947, 1961, 1966
- Dictionnaire des racines des langues européennes. Grec, latin, ancien français, français, espagnol, italien, anglais, allemand. A la fin de l'ouvrage, un répertoire des mots classés par ordre alphabétique et par langue permet de trouver aisément la racine d'où chaque mot dérive, Paris 1940, 1949, 1994
- Archives du Ministère des Affaires étrangères. Inventaire des mémoires et documents. [4], France, volumes 588 à 647 et 1891, 1892 (fonds "Bourbons"), préparé et imprimé par les soins de M. Robert de Grandsaignes d'Hauterive et Mlle Françoise Demanche, Paris 1960